# Akometam
Akometam (ou Akom Etam) est un village du Cameroun situé dans la région du Centre et le département du Nyong-et-So'o. Il fait partie de la commune de Mbalmayo. C'est le village natal de l'écrivain Mongo Beti, qui y est également enterré.

## Population
Lors du recensement de 2005, la localité comptait 818 habitants.

## Personnalités nées à Akometam
- Mongo Beti (1932-2001)